# Martin Olav Sabo

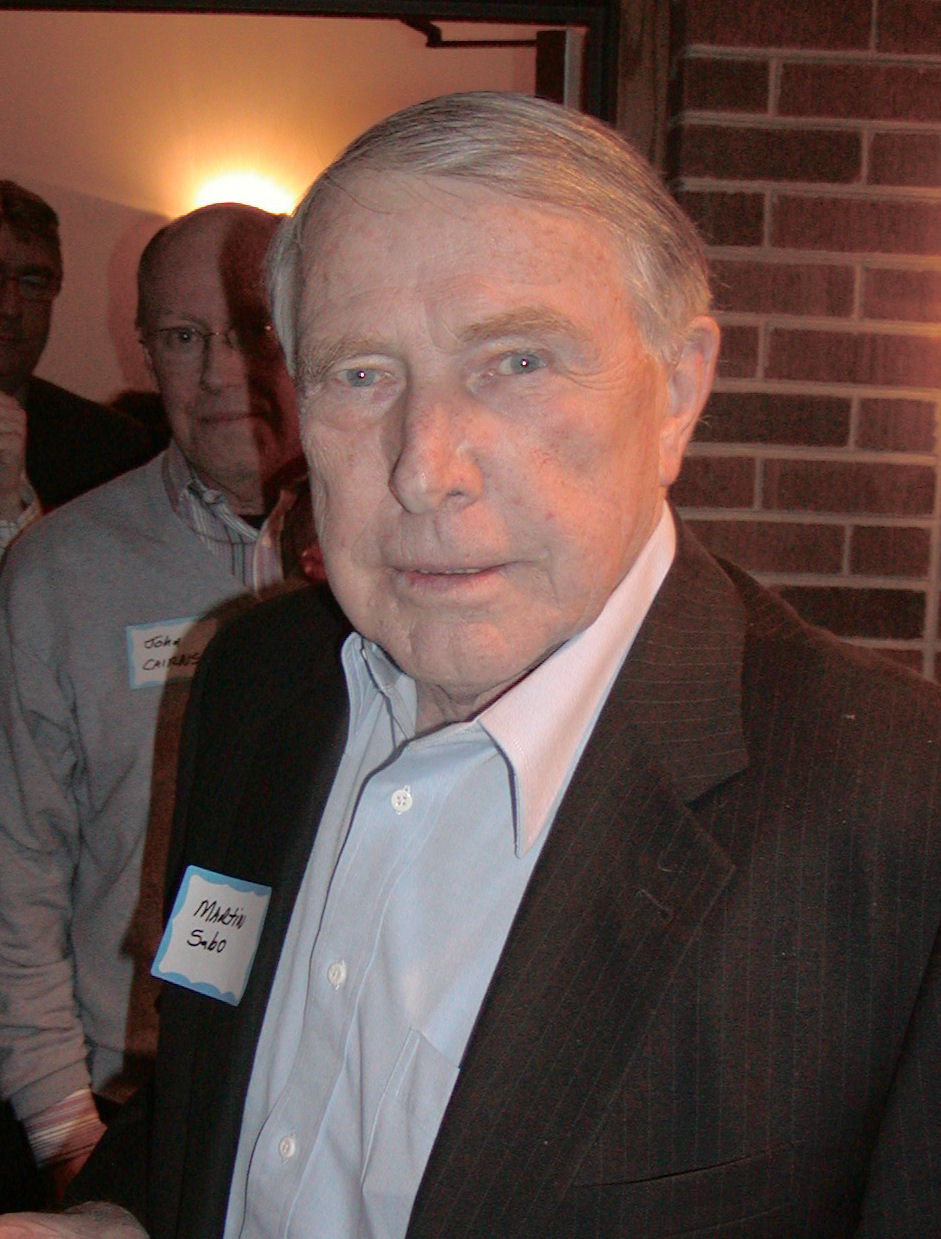
Martin Olav Sabo (2009)

Martin Olav Sabo (* 28. Februar 1938 in Crosby, Divide County, North Dakota; † 13. März 2016 in Minneapolis, Minnesota) war ein US-amerikanischer Politiker. Zwischen 1979 und 2007 vertrat er den Bundesstaat Minnesota im US-Repräsentantenhaus.

## Werdegang
Martin Sabo besuchte bis 1955 die Alkabo High School und danach bis 1959 das Augsburg College in Minneapolis. Danach studierte er dort bis 1960 an der University of Minnesota. Nach seiner Studienzeit entschloss sich Sabo für eine politische Laufbahn. Er wurde Mitglied der Demokratischen Partei, die sich in Minnesota seit einer Fusion im Jahr 1944 Democratic-Farmer-Labor Party nennt.
Zwischen 1960 und 1978 saß Sabo als Abgeordneter im Repräsentantenhaus von Minnesota; von 1969 bis 1972 war er Fraktionschef der Demokraten und von 1973 bis 1978 fungierte er in der Nachfolge von Aubrey W. Dirlam als Speaker des Hauses. Sabo war auch Mitglied einer Kommission, die sich mit den innerstaatlichen Beziehungen innerhalb der Vereinigten Staaten befasste (Commission on Intergovernmental Relations). Außerdem war er Präsident einer nationalen Vereinigung aller parlamentarischen Vertretungen der amerikanischen Bundesstaaten (National Conference of State Legislatures).
1978 wurde Sabo im fünften Wahlbezirk von Minnesota in das US-Repräsentantenhaus in Washington, D.C. gewählt, wo er am 3. Januar 1979 die Nachfolge von Donald M. Fraser antrat. Nach 13 Wiederwahlen konnte er bis zum 3. Januar 2007 insgesamt 14 zusammenhängende Legislaturperioden im Kongress absolvieren. Zwischen 1993 und 1995 war er Vorsitzender des Haushaltsausschusses. Sabo galt als sehr liberal. Im Jahr 2006 verzichtete er auf eine erneute Kandidatur.
Seit 2008 arbeitete Martin Sabo für das Bipartisan Policy Center. Dort war er stellvertretender Leiter eines nationalen Projekts, das sich mit Transportproblemen befasste. Sabo war mit Sylvia Ann Lee verheiratet; das Paar bekam zwei Kinder und sechs Enkelkinder.